# Kinixys nogueyi
Kinixys nogueyi là một loài rùa trong họ Testudinidae. Loài này được Lataste mô tả khoa học đầu tiên năm 1886.